# Gaspar Bertoni
Gaspar Bertoni é um santo católico italiano. É o fundador da Congregação dos Sagrados Estigmas de Nosso Senhor Jesus Cristo, popularmente conhecida como Estigmatinos. 
Foi canonizado pelo Papa João Paulo II em 1 de novembro de 1989, no dia da festa de "Todos os Santos". Os milagres para o seu processo de beatificação e canonização foram realizados no Brasil, nas cidades de Rio Claro e Rio de Janeiro.